# مايك تايلور (لاعب كرة قدم أمريكية أمريكي)
مايك تايلور (بالإنجليزية: Mike Taylor)‏ هو لاعب كرة قدم أمريكية أمريكي، ولد في 7 أكتوبر 1989 في أشوابينون في الولايات المتحدة.